# Путаная
Путаная (устар. Падь Путаная (Марлиновская)) — река на полуострове Камчатка. Протекает по территории Мильковского района Камчатского края России.
Длина реки 21 км. Впадает в реку Щапина слева на расстоянии 49 км от устья.
По данным государственного водного реестра России относится к Анадыро-Колымскому бассейновому округу.
Код водного объекта 19070000112120000014311.